# Заграђе (Плетерница)
Заграђе је насељено место у саставу града Плетернице, у Славонији, Република Хрватска.

## Историја
До нове територијалне организације налазило се у саставу бивше велике општине Славонска Пожега.

## Становништво
На попису становништва 2011. године, Заграђе је имало 492 становника.

## Попис1991.
На попису становништва 1991. године, насељено место Заграђе је имало 556 становника, следећег националног састава:
| Попис 1991.‍ | Попис 1991.‍ | Попис 1991.‍ | Попис 1991.‍ | Попис 1991.‍ |
| ----------- | ----------- | ----------- | ----------- | ----------- |
|             |             |             |             |             |
| Хрвати      | Хрвати      |             | 547         | 98,38%      |
| Срби        | Срби        |             | 5           | 0,89%       |
| Муслимани   | Муслимани   |             | 1           | 0,17%       |
| Немци       | Немци       |             | 1           | 0,17%       |
| непознато   | непознато   |             | 2           | 0,35%       |
| укупно: 556 |             |             |             |             |